# Чемпионат России по греко-римской борьбе
Чемпионат России по греко-римской борьбе — спортивное соревнование по греко-римской борьбе, ежегодно проводимое Федерацией спортивной борьбы России с 1992 года.

## Чемпионат России по греко-римской борьбе
| Соревнование                                  | Место проведения | Дата             |
| --------------------------------------------- | ---------------- | ---------------- |
| Чемпионат России по греко-римской борьбе 1992 | Краснодар        | октябрь          |
| Чемпионат России по греко-римской борьбе 1993 |                  |                  |
| Чемпионат России по греко-римской борьбе 1994 | Новосибирск      |                  |
| Чемпионат России по греко-римской борьбе 1995 | Барнаул          |                  |
| Чемпионат России по греко-римской борьбе 1996 | Краснодар        |                  |
| Чемпионат России по греко-римской борьбе 1997 | Пермь            |                  |
| Чемпионат России по греко-римской борьбе 1998 | Ростов-на-Дону   |                  |
| Чемпионат России по греко-римской борьбе 1999 | Москва           |                  |
| Чемпионат России по греко-римской борьбе 2000 | Воронеж          |                  |
| Чемпионат России по греко-римской борьбе 2001 | Пермь            | январь           |
| Чемпионат России по греко-римской борьбе 2002 | Ульяновск        | январь           |
| Чемпионат России по греко-римской борьбе 2003 | Санкт-Петербург  |                  |
| Чемпионат России по греко-римской борьбе 2004 | Ульяновск        | 21-23 мая        |
| Чемпионат России по греко-римской борьбе 2005 | Саранск          | 21-23 января     |
| Чемпионат России по греко-римской борьбе 2006 | Краснодар        | 20-22 января     |
| Чемпионат России по греко-римской борьбе 2007 | Новосибирск      | 29 июня — 1 июля |
| Чемпионат России по греко-римской борьбе 2008 | Новосибирск      | 30 мая-2 июня    |
| Чемпионат России по греко-римской борьбе 2009 | Краснодар        | 18-22 июня       |
| Чемпионат России по греко-римской борьбе 2010 | Москва           | 19-20 июня       |
| Чемпионат России по греко-римской борьбе 2011 | Красноярск       | 24-26 июня       |
| Чемпионат России по греко-римской борьбе 2012 | Саранск          | 11 мая           |
| Чемпионат России по греко-римской борьбе 2013 | Санкт-Петербург  | 22-27 мая        |
| Чемпионат России по греко-римской борьбе 2014 | Раменское        | 12-15 июня       |
| Чемпионат России по греко-римской борьбе 2015 | Санкт-Петербург  | 10-11 марта      |
| Чемпионат России по греко-римской борьбе 2016 | Грозный          | 2-7 июня         |
| Чемпионат России по греко-римской борьбе 2017 | Владимир         | 15-17 июня       |
| Чемпионат России по греко-римской борьбе 2018 | Одинцово         | 6-11 августа     |
| Чемпионат России по греко-римской борьбе 2019 | Калининград      | 17-21 января     |
| Чемпионат России по греко-римской борьбе 2020 | Новосибирск      | 15-20 января     |
| Чемпионат России по греко-римской борьбе 2021 | Ростов-на-Дону   | 17-21 января     |
| Чемпионат России по греко-римской борьбе 2022 | Суздаль          | 2-7 февраля      |
| Чемпионат России по греко-римской борьбе 2023 | Уфа              | 7-9 февраля      |
| Чемпионат России по греко-римской борьбе 2024 | Наро-Фоминск     | 17-21 января     |